# Сбербанк России
 «Сберба́нк» (полное наименование — Публи́чное акционе́рное о́бщество «Сбербанк Росси́и», зарегистрированная торговая марка «Сбер») — российский финансовый конгломерат, крупнейший универсальный банк России и Восточной Европы. К концу 2024 года у Сбербанка было 109,9 млн активных частных клиентов и 3,3 млн активных корпоративных клиентов. Среди крупнейших банков мира по размеру активов находится в шестом десятке, по версии S&P Global (данные на конец 2022 года). Включён Банком России в перечень системно значимых кредитных организаций.
С 2020 года владельцем 50 % плюс 1 акция ПАО «Сбербанк» является Фонд национального благосостояния России, контролируемый Правительством России, остальные акции находятся в публичном обращении. Ранее контрольный пакет акций принадлежал Банку России. Переход права собственности на Сбербанк от Банка России к Минфину РФ сопровождался заключением сделки в 2 трлн 139 млрд рублей. Рыночная капитализация на август 2021 года составляла 7,3 триллиона рублей. В 2021 году ценность бренда Сбербанка выросла до 730,6 миллиарда рублей. С 2017 года Сбербанк удерживает первую позицию в рейтинге наиболее дорогих брендов в России, который составляет компания Brand Finance.
Сбербанк — самый востребованный банк среди розничных клиентов, его услугами пользуется большинство жителей России (87,1 % на сентябрь 2020 года), его объёмы розничного бизнеса в несколько раз больше ближайшего конкурента — «Банка ВТБ».
Рыночная капитализация банка по состоянию на январь 2025 года — 6,1 трлн рублей. 10 января 2025 года Сбербанк обогнал по объёму рыночной капитализации «Роснефть», став в моменте лидером российского фондового рынка.
С 24 февраля 2022 года банк находится под международными санкциями всех стран Евросоюза, США, Великобритании и ряда других стран. С 14 июня 2022 года отключён от SWIFT.

## История

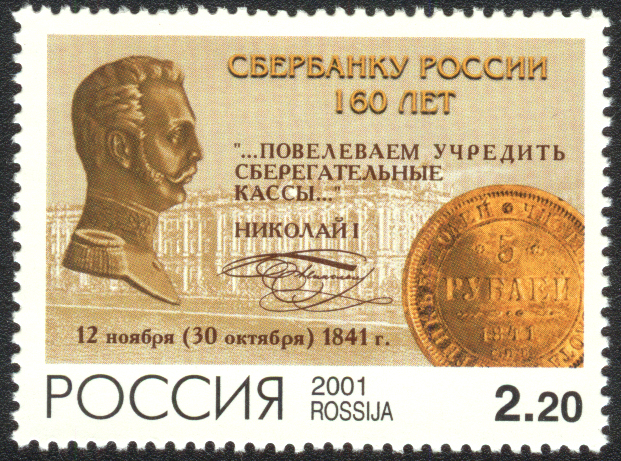
Почтовая марка России, посвящённая 160-летию Сбербанка (2001)

В своей корпоративной идентичности, рекламе и на презентациях Сбербанк активно использует идею о правопреемстве от сберегательных касс России, учреждённых российским императором Николаем I 30 октября (11 ноября) 1841 года, когда был подписан указ об учреждении в России сберегательных касс «для доставления через то… средств к сбережению верным и выгодным образом». В рекламных материалах Сбербанка с начала 2000-х годов дату 12 ноября называют днём рождения Сбербанка, а Николая Кристофари банк считает своим первым клиентом и держателем первой сберкнижки (его памятник стоит у головного офиса Сбербанка в Москве и Санкт-Петербурге).
Однако нет юридической преемственности между сберегательными кассами Российской империи, Гострудсберкассами (Сберегательным банком) СССР и Сбербанком России. После революции 1917 года сберегательные кассы были ликвидированы и на территории РСФСР вновь учреждены постановлением СНК РСФСР в декабре 1922 года как новые учреждения (не как преемники дореволюционных сберкасс). В конце 1925 года они были преобразованы в Государственные трудовые сберегательные кассы СССР. В 1987 году Гострудсберкассы были реорганизованы в Сберегательный банк СССР.
13 июля 1990 Российский республиканский банк Сберегательного банка СССР был преобразован в Сберегательный банк РСФСР (постановление Верховного Совета РСФСР от 13.07.1990 «О Государственном банке РСФСР и банках на территории республики»), объявлен собственностью РСФСР и передан в ведение Центрального банка РСФСР.
В соответствии с приказом Центрального банка РСФСР от 21 марта 1991 года Сберегательный банк РСФСР был преобразован в Акционерный коммерческий Сберегательный банк Российской Федерации («Сбербанк России» АО), 22 марта 1991 года состоялось учредительное собрание акционеров этого нового банка. 20 июня 1991 года регистратор Центральный банк РСФСР (будущий Центральный банк России) за № ппп 1481 (номер лицензии) зарегистрировал Сбербанк России.
Сберегательный банк СССР при этом продолжал существовать и был ликвидирован лишь 1 января 1992 года. И уже после его ликвидации статьи 2 и 3 Соглашения «О принципах механизма обслуживания внутреннего долга бывшего СССР» от 13 марта 1992 года устанавливали, что обязательства по погашению государственного долга бывшего СССР перед населением разделяются по территориальному признаку и их берут на себя правительства соответствующих стран СНГ за счёт их государственных бюджетов. Обязательства по вкладам, открытым в Сбербанках СССР и РСФСР (до 20 июня 1991) не являлись долгом Сбербанка России, они признаны государственным внутренним долгом (ФЗ «О восстановлении и защите сбережений граждан РФ» от 10.05.1995 № 73-ФЗ) и подлежат компенсации из средств федерального бюджета РФ.

### 1990—2000
17 марта 1995 года создан негосударственный пенсионный фонд Сбербанка (сейчас — СберНПФ).

### 2001—2019
Начал работать сервис «Сбербанк Онлайн».
1 января 2001 года произведена реорганизация, в результате которой 79 региональных банков «Сбербанка России» объединились в 17 территориальных.
В феврале 2007 года проведено масштабное размещение акций банка, известное как «народное IPO», в ходе него многие сотрудники «Сбербанка» принуждались руководством к приобретению этих акций.
В августе 2015 года полное наименование банка изменено с «Открытое акционерное общество „Сбербанк России“» (ОАО «Сбербанк России») на «Публичное акционерное общество „Сбербанк России“» (ПАО «Сбербанк»).

### 2020—2022

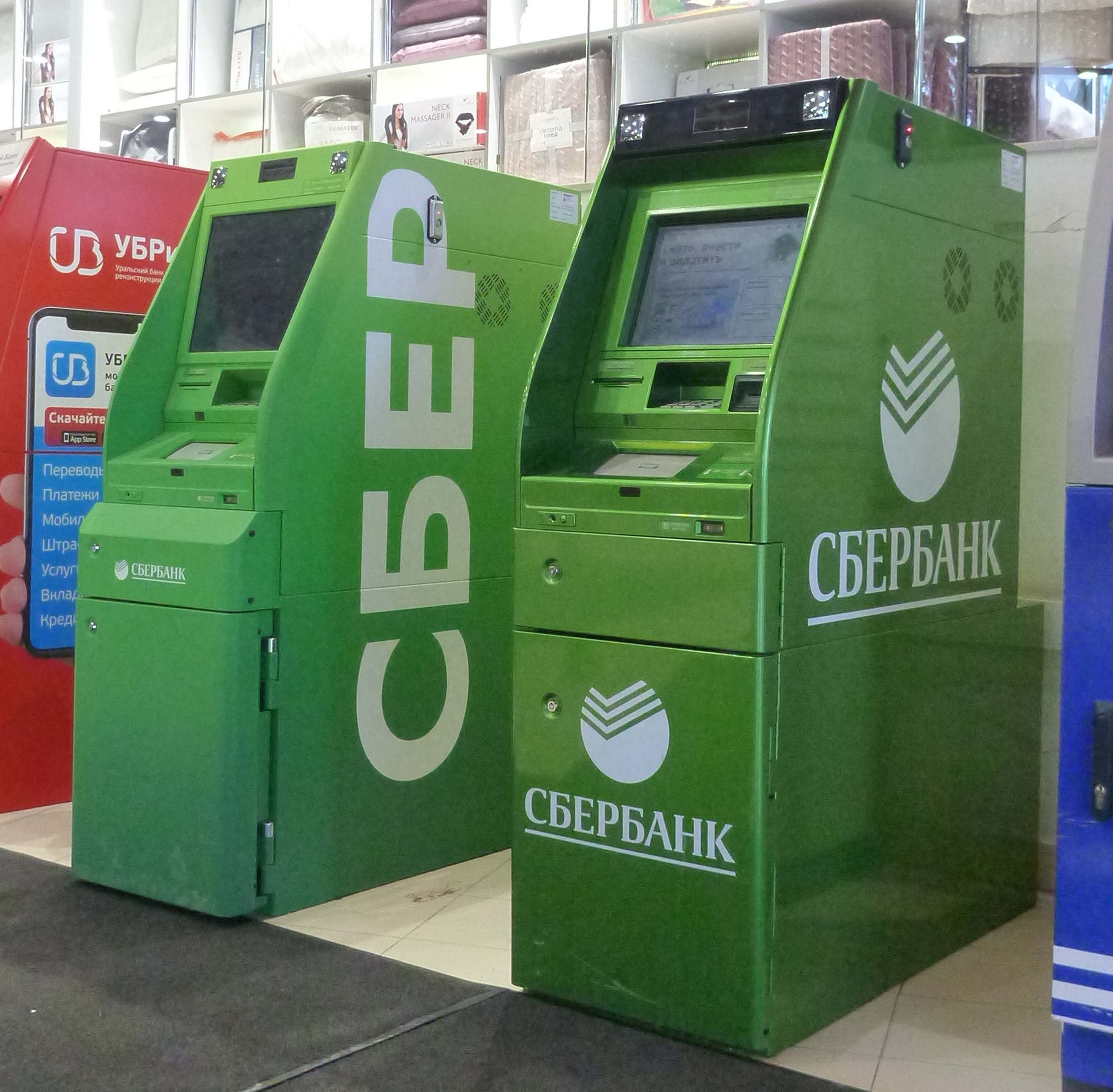
Два банкомата Сбербанка в Екатеринбурге: с новым логотипом и со старым логотипом, 13 января 2021 года

В июне 2020 года Сбербанк зарегистрировал права на новый товарный знак «Сбер» и новый логотип.
24 сентября 2020 года было объявлено о ребрендинге «Сбербанка». Новый единый зонтичный бренд получил название «Сбер». Отдельно было отмечено, что бренд «Сбербанк» останется только для розничных финансовых сервисов. В рамках ребрендинга произошла смена логотипа, который сохранил элементы старого: галочку — символ целеустремлённости, круг — символ сфокусированности. Новшеством стал сине-зелёный градиент, который показывает разнообразие и пользу для клиента. Ребрендингом занималось иностранное агентство Landor & Fitch, его сумма не называлась, однако на одну смену вывесок на всех отделениях и обновления наружных сооружений потратят 2,5 млрд рублей.
В сентябре 2020 года Сбербанк также купил стриминговый музыкальный сервис «Zvooq», на базе которого создал собственный музыкальный сервис «СберЗвук». Публично сумма сделки не раскрывалась, по её итогу банк получил 100 % в компании. Также Сбербанк представил «семейство» виртуальных ассистентов «Салют»: «Афина», «Джой» и «Сбер».
В мае 2021 года компания выпустила операционную систему «Салют-ТВ», предназначенную для смарт-телевизоров. В ней используются фирменные голосовые помощники Сбербанка, а также есть функция управления устройствами умного дома.
Летом 2021 года первый зампред правления Лев Хасис объявил, что Сбербанк планирует в ближайшие два года сократить своё присутствие в Европе «ввиду геополитической ситуации».
3 ноября 2021 года было объявлено о продаже за 500 млн евро дочерних банков в Боснии и Герцеговине, Хорватии, Венгрии, Сербии и Словении с совокупными активами 7,3 млрд евро, 162 филиалами и около 600 тыс. клиентов. Сбербанк Чехия оставался во владении российской компании. 26 августа 2022 года Пражский суд вынес решение о банкротстве чешского Sberbank CZ. Имущество банка будет продано для погашения задолженности в 42,3 млрд крон (1,7 млрд евро).
15 февраля 2022 года Сбербанк объявил о масштабной реорганизации. До июня того же года он собирался выделить экосистемы для бизнеса и для клиентов в отдельные структуры, а ключевую для группы электронную коммерцию — в отдельный холдинг, куда вошли бы «СберМаркет», «СберМегаМаркет», «СберЛогистика» и доля в СП с VK («Ситимобил», Delivery Club, «Самокат»).

### После вторжения на Украину (с 24 февраля 2022 года по настоящее время)
24 февраля 2022 года в связи со вторжением России на Украину Сбербанк России попал под санкции США, в связи с которыми в течение 30 дней американские финансовые институты должны были закрыть его корреспондентские счёта и перестать совершать любые транзакции с его участием.
В рамках реорганизации Сбербанка руководить e-com-бизнесом должен был Лев Хасис, но через несколько дней после начала военных действий он уехал из России и перестал работать в Сбербанке. 26 февраля «Сбер» также покинул исполнительный вице-президент Давид Рафаловский, который курировал блок «Технологии». Оба бывших топ-менеджера «Сбера» — граждане США.
После вторжения России на Украину ЦБ Европы заявил, что дочерняя компания Сбера — Sberbank Europe и его две дочерние структуры в банковском объединении, Sberbank в Хорватии и Sberbank в Словении, находятся на грани дефолта. 2 марта 2022 года Сбербанк объявил об уходе с европейского рынка из-за оттока денежных средств и угрозой безопасности сотрудников. В Чехии банк приостановил работу отделений после попытки устроить погром в одном из отделений.
6 апреля 2022 года Сбербанк России попал под полные блокирующие санкции США. Находится под ними до сих пор в чёрном списке Управления по контролю за иностранными активами (OFAC). Санкции предусматривают заморозку активов банка и введение запрета для граждан и компаний из США на ведение бизнеса с ним.
В конце мая 2022 года Сбербанк неожиданно объявил о продаже пяти крупных сервисов из своей экосистемы (онлайн-кинотеатр Okko, стриминг «Сбер. Звук», а также разработчик биометрии и распознавания речи ЦРТ, разработчик биометрии и распознавания речи «Эвотор» и SberCloud) неназванному стороннему покупателю. Сами сервисы были крайне важны не только для экосистемы, но и для самого «Сбера». Новым учредителем юрлиц стало созданное в марте 2022 года АО «Новые возможности», уставный капитал компании — 10 тысяч рублей, её учредителем и гендиректором при регистрации значилась работавшая в 2016 году оператором колл-центра сервиса по регистрации юрлиц «ВТБ Регистратор» 29-летняя москвичка Татьяна Портных. Эти обстоятельства привели к предположениям о фальшивой продаже активов с целью вывести их за пределы группы и избежать попадания под санкции.
В августе 2022 года Сбербанк подал в суд в Люксембурге иски против решения Единого совета по разрешению проблем банковского сектора Европейского союза, который санкционировал ликвидацию Sberbank Europe в Австрии и банкротство дочерних компаний в Хорватии и Словении.
Также в августе 2022 года в App Store появились мобильные приложения «СБОЛ» и «Инвестр», фактически копирующее удалённые из-за санкций «Сбербанк Онлайн» и «СберИнвестор», но формально размещённые как от стороннего разработчика. Спустя несколько дней приложение «СБОЛ» было удалено, однако вернулось в магазин в октябре, о чём «Сбер» оповестил своих клиентов через SMS.
В конце октября 2022 года Сбербанк подключился к системе СБПэй Банка России.
В начале ноября 2022 года Герман Греф объявил о восстановлении прибыльности Сбербанка — с начала года она составила 50 млрд рублей. Глава Сбербанка также отметил, что кредитная организация вернулась к регулярному раскрытию информации для своих акционеров.
Также в ноябре 2022 года Сбербанк в связи с санкциями вышел из актива в хорватской компании Fortenova Group, где владел 43 % акций, являясь крупнейшим акционером с 2018 года, доля была передана инвестору из ОАЭ Саифу Алькетби.
Помимо этого, в ноябре 2022 года стало известно о намерении банка открыть филиал в Китае, помимо представительства.
7 марта 2023 года на встрече с президентом РФ Владимиром Путиным глава Сбербанка Герман Греф сообщил о том, что период, когда банк был убыточным, закончился. Он отметил, что финансовая организация из-за введённых санкций потеряла практически все зарубежные активы, кроме тех, что расположены в странах СНГ. По его словам, банк сформировал резервы по всем проблемным направлениям и начал функционировать в обычном режиме. Владимир Путин отметил, что устойчивое положение Сбербанка — хороший сигнал для всей финансовой системы страны и дальнейшей суверенизации экономики.
В апреле 2023 года «Сбер» представил чат-бота на основе ИИ «GigaChat». Сообщается, что нейросеть обучалась на суперкомпьютере Christofari Neo. Она умеет отвечать на вопросы, поддерживать диалог с пользователем, писать программный код и генерировать тексты и картинки на основе описаний в рамках единого контекста. В качестве отличий от иностранных аналогов отмечаются изначальная способность поддерживать мультимодальное взаимодействие, более грамотное общение на русском языке и открытость архитектуры.
В июне 2023 года стало известно, что Сбербанк окончательно свернул бизнес в странах Европейского союза. Последним проданным активом банка стала его дочерняя структура в Австрии. 100 % акций Sber Vermögensverwaltungs AG in Abwicklung (ранее — Sberbank Europe AG) были проданы австрийской компании, контролируемой Штефаном Зочлингом.
Также в июне 2023 года «Сбер» представил сервис для визуализации данных «Навигатор», с помощью которого можно создавать наглядные дашборды и проводить BI-аналитику. Также в конце месяца компания открыла тестовый доступ к своей рекламной платформе — «SberAds», чьей особенностью является использование наработок в сфере генеративных моделей.
20 июля 2023 года Сбер выложил в открытый доступ языковую модель ruGPT-3.5, дообученная версия которой лежит в основе «GigaChat».
1 сентября 2023 года Сбер представил GigaCode. Название было выбрано по аналогии с чат-ботом GigaChat, однако по сути это аналог GitHub Copilot. Сервис позволяет производить разработку и автодополнение программного кода на основе ИИ.
5 сентября 2023 года Сбербанк открыл публичный доступ к генеративному чат-боту GigaChat в веб-версии.

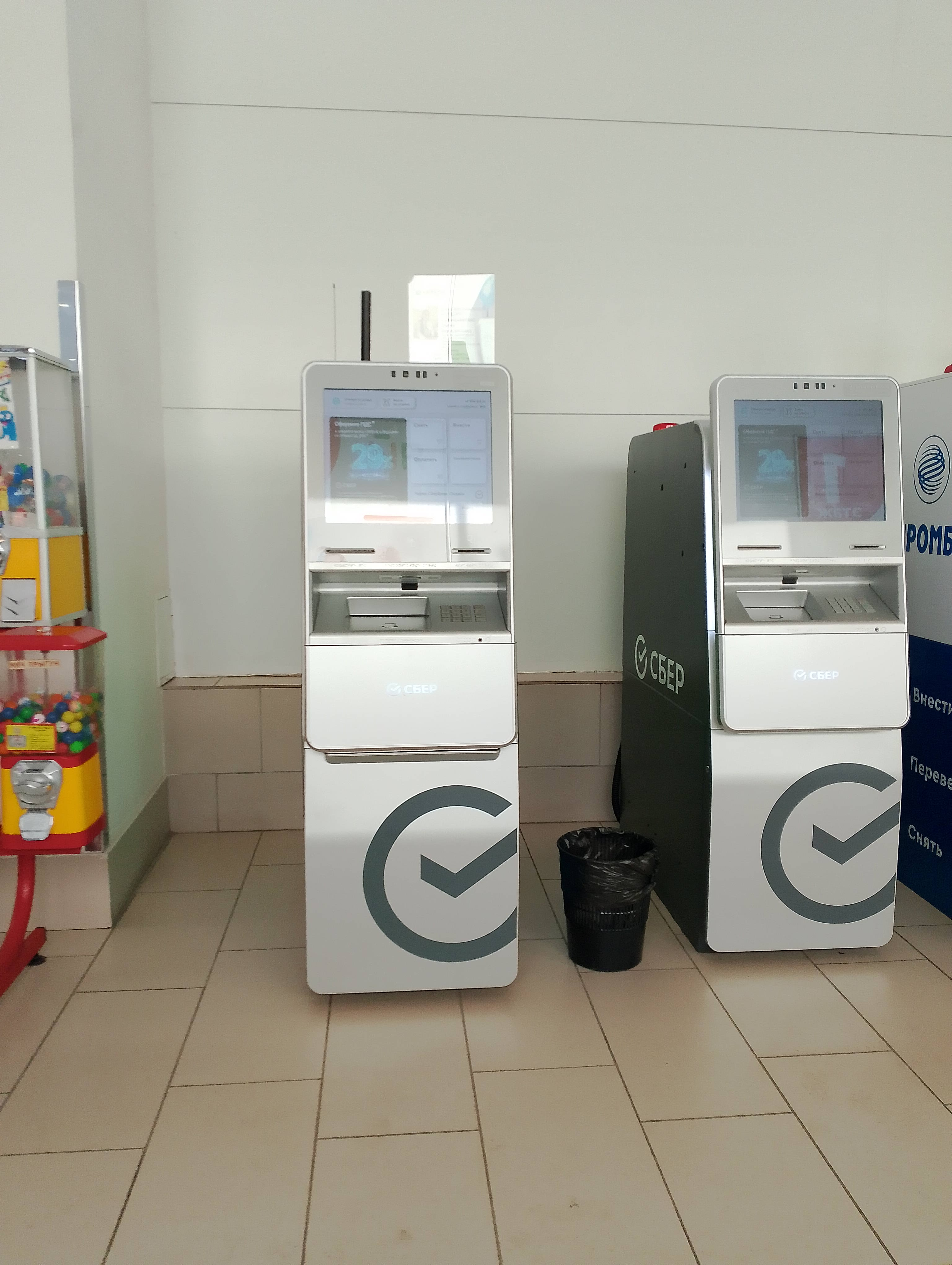
Банкомат Сбербанка в Уфе

### На оккупированных территориях Украины
18 января 2023 года Сбербанк объявил об установке первых банкоматов в аннексированном Крыму, а также о намерении в ближайшее время открыть офисы в крупных городах полуострова.
6 мая 2023 года банк открыл первое отделение в Крыму в городе Ялте на улице Советская площадь.
В начале июня 2024 года на территориях, подконтрольных России, — ДНР и ЛНР появились первые банкоматы Сбербанка. Десять устройств были установлены в Донецке, Луганске и Макеевке. Всего к концу июня в новых регионах действовали 42 точки обслуживания банка: 26 офисов на площадках партнёров (МФЦ и операторов связи в ДНР), а также 16 мобильных офисов с банкоматами в ДНР и ЛНР.
16 января 2024 года Сбербанк открыл головное отделение по Республике Крым в Симферополе. К этому моменту на полуострове работало 14 офисов и 130 банкоматов банка.
По данным главы ЛНР Леонида Пасечника, всего с начала работы в ЛНР Сбербанк установил в населённых пунктах региона 2,5 тыс. терминалов и 130 банкоматов (на январь 2025 года).

### Слияния и поглощения. Дочерние проекты
11 марта 2011 года стало известно о том, что Сбербанк покупает 100 % российской инвестиционной компании «Тройка диалог» (ныне Sberbank CIB) за сумму в 1 миллиард долларов США. 3 февраля 2012 года «Сбербанк» объявил, что создаёт венчурный фонд на базе венчурного подразделения «Тройки Диалог» — «Тройка Венчурз» со стратегией инвестирования в высокотехнологические компании и проекты, начальные инвестиции составят 100 млн долл.
28 декабря 2011 года Сбербанк и Cetelem (подразделение потребительского кредитования группы BNP Paribas) заключили обязывающее соглашение о создании совместного банка на рынке кредитования в точках продаж в России.
В 2011 году руководство банка объявило о начале экспансии на рынки Восточной Европы и Турции. В течение года «Сбербанк» сделал ряд следующих приобретений на этих территориях.
В июле 2011 года объявили о приобретении холдинга Volksbank International (VBI) — восточноевропейского подразделения австрийской банковской группы «Österreichische Volksbanken AG» (тогда же стало известно, что эта группа стала одним из восьми европейских банковских институтов, не прошедших стресс-тест Европейского банковского управления). Окончательное соглашение о сделке, которую планировалось завершить до конца года и которая оценивалась в сумму 585—645 млн евро, было подписано в сентябре 2011.
В декабре 2011 года Сбербанк проинформировал о приобретении специализирующегося на услугах «private banking» дочернего банка «Лукойла» в Швейцарии — SLB. Цена покупки составила 80,62 миллиона долларов США.
В июне 2012 года Сбербанк объявил о крупнейшей своей зарубежной покупке — достижении договорённости о приобретении турецкого бизнеса франко-бельгийской группы Dexia, банка DenizBank. Предполагается, что Dexia, распродающая свои активы в связи с убытками, понесёнными в Греции, уступит 100-процентный контроль в Denizbank за 3,47 млрд долларов (1,38 собственного капитала банка).
В октябре 2016 года было достигнуто соглашение о создании дочернего виртуального оператора сотовой связи на основе сети Теле2. Интерес к проекту Греф объяснял ростом тарифов на SMS со стороны мобильных операторов. 5 июля 2017 года «Сбербанк-Телеком» была выбрана банком поставщиком услуг связи по формированию, обработке и отправке СМС-сообщений своим клиентам, стоимость услуг была оценена в 146,75 млн рублей.
18 мая 2017 года была зарегистрирована микрокредитная компания «Выдающиеся кредиты», 4 июля внесённая в реестр ЦБ. Её основным акционером (99 % акций) является компания «Корус Консалтинг СНГ», полностью принадлежащая ПАО «Сбербанк». На этапе пилотного проекта, стартующего в третьем квартале, планировалось начать выдачу микрозаймов до 1 млн руб. для предпринимателей в Москве, Санкт-Петербурге и Нижнем Новгороде.
В июле 2017 года структура «Сбера» «СБК Баланс» совместно с АФК «Системой» приобрели 100 % акций аэропорта Горно-Алтайска у «Сибмост-инвест» в долях 40 % и 60 % соответственно.
Сбербанк в апреле 2019 года объявил намерение инвестировать в Rambler Group. В августе 2019 года он приобрёл 46,5 % холдинга.
В июне 2020 года Сбербанк покупает 72 % компании «2ГИС», ещё 3 % компании отходит ООО «О2О Холдинг» — совместному предприятию Сбербанка и VK.
В августе 2020 года Сбербанк увеличил долю в Rambler Group с 46,5 % до 55 %. В октябре 2020 года он стал единственным владельцем холдинга, выкупив у Александра Мамута оставшиеся 45 % акций.
В январе 2022 года Сбербанк объявил о решении купить российское подразделение ретейлера «Stockmann», который после завершения сделки станет fashion-оператором маркетплейса «СберМегаМаркет».
В мае 2022 года «Сбер» продал свои активы Okko, ЦРТ, «Эвотор», «Звук» и Cloud.ru «в рамках актуализации стратегии». Информация о покупателе и сумме сделки не уточняется.
В апреле 2024 года «Сбер» стал единственным владельцем аэропорта Горно-Алтайска, выкупив 60 % акций у АФК «Система». В планах компании увеличение мощности объекта до 1,5 млн пассажиров и его развитие до статуса международного.
В октябре 2024 года появилась информация о приобретении «Сбером» образовательных платформ Нетология и Фоксфорд. Сумма сделки могла составить 4—6 млрд руб.

## Собственники и руководство
Владельцем 50 % плюс 1 акция ПАО «Сбербанк» является Фонд национального благосостояния России, контролирующийся Правительством России. До 2020 года Сбербанк России принадлежал Центральному Банку России. В его активах был контрольный пакет обыкновенных акций Сбербанка — 50 % + 1 акция. В апреле 2020 года на основании Федеральных законов № 49 и 50 от 18 марта 2020 года началась поэтапная продажа ЦБ РФ обыкновенных акций Сбербанка Правительству России. Сделка составила 2,139 трлн рублей за счёт средств Фонда национального благосостояния. Остальными акционерами Сбербанка являются более 8273 юридических и физических лиц. Доля физических лиц в уставном капитале банка составляет около 2,84 %, а доля иностранных инвесторов — более 45 %.
С 1996 года торги акциями Сбербанка проводятся на российских биржах ММВБ и РТС. В марте 2007 года банк разместил дополнительный выпуск обыкновенных акций, в результате чего уставный капитал увеличился на 12 %, и было привлечено 230,2 миллиарда рублей. Средний дневной объём торгов акциями Сбербанка составляет 40 % объёма торгов на «Московской бирже». Акции ПАО «Сбербанк» включены в котировальный список первого уровня «Московской биржи».

### Председатели правления «Сбербанка России»
- Павел Иванович Жихарев (март 1991 — март 1993);
- Олег Владимирович Яшин (март 1993 — январь 1996);
- Андрей Ильич Казьмин (январь 1996 — ноябрь 2007);
- Герман Оскарович Греф (с ноября 2007 года по настоящее время).

## Деятельность

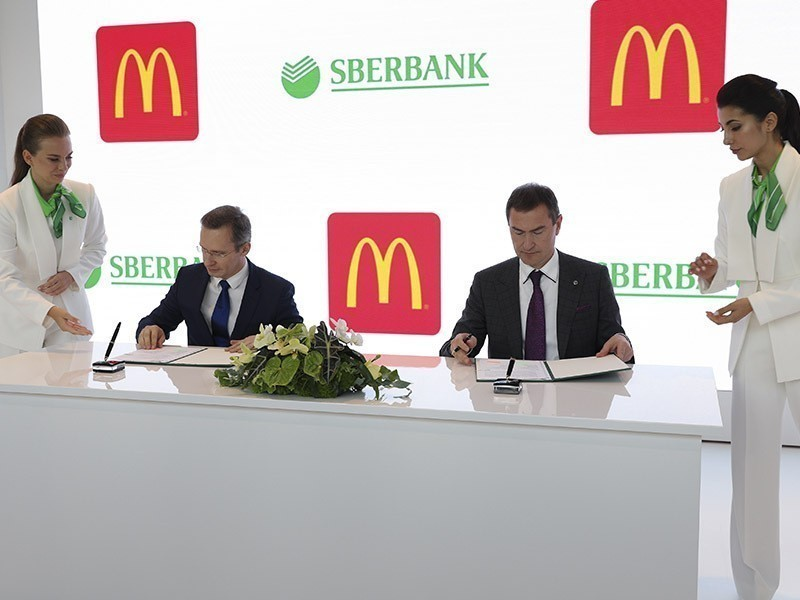
Генеральный директор McDonald’s в России Марк Карена и первый зампредправления Сбербанка Александр Ведяхин подписывают соглашение о сотрудничестве (2019)

Филиальная сеть банка на 2024 год включала 11 территориальных банков и свыше 11 тыс. отделений по России. Дочерние банки Сбербанка работают в Казахстане и Беларуси. В июне 2010 года «Сбербанк» получил разрешение Китайской банковской регуляторной комиссии на открытие представительства в Пекине, а в сентябре 2010 года Банк России зарегистрировал филиал ОАО «Сбербанк России» в Индии.
По размеру операционной прибыли в 2020 году основным регионом деятельности банка являлась Россия (1,8 трлн рублей), далее следуют Казахстан (21,8 млрд рублей), Беларусь (8,5 млрд), Украина (7,2 млрд), Швейцария (4,7 млрд), Чехия (4,6 млрд), Венгрия (3,6 млрд), Великобритания (3,3 млрд), Сербия (2,6 млрд), Словения (2,6 млрд), Босния и Герцеговина (2,3 млрд), Хорватия (2,2 млрд), Австрия (900 млн), Ирландия (700 млн), США (300 млн); деятельность на Кипре и в других офшорных юрисдикциях принесла убыток в 16,5 млрд рублей.
С 1993 по 2010 годы «Сбербанк» участвовал в развитии российской платёжной системы «Сберкарт», а с 2010 года — в проекте создания универсальной электронной карты, являясь одним из учредителей оператора проекта УЭК (проект полностью свёрнут 1 января 2017 года).
В мае 2020 года Сбербанк подключил свою сеть к Системе быстрых платежей. До этого времени «Сбербанк» оставался последним крупным банком в России, который не был подключён к этой системе.
С 2014 года Сбербанк взял курс на сокращение количества банкоматов. В 2014 году их количество составляло 90,1 тыс. штук. Согласно годовому отчёту за 2022 год, происходит ежегодное сокращение количества устройств самообслуживания. Так, в 2016 году их было 80,3 тысячи, в 2017 — 76,3 тысячи, в 2018 — 78,2 тысячи, в 2019 — 76,9 тысячи, в 2020 — 70,4 тысячи, в 2022 — 45,2 тысячи.
В 2022 году Сбербанк также вёл активную деятельность по уменьшению количества офисов. В промежутке с июля по декабрь 2022 года было закрыто 783 пункта обслуживания клиентов. Только в сентябре 2022 года банк ликвидировал рекордное с 2006 года количество отделений — 527 штук. Эксперты объясняли такую тенденцию желанием снизить расходы и перевести клиентов на цифровые каналы. Впоследствии сокращение филиальной сети продолжилось — в июле 2024 года у банка произошло самое крупное сокращение за два года, в ходе которого было закрыто 62 допофиса. Всего в 2024 году банк закрыл не менее 200 отделений.

### Показатели деятельности
ПАО «Сбербанк» является крупнейшим в России банком по объёмам операций с физическими лицами, по объёму использования банковских карт (71 % на сентябрь 2020 года), по числу частных клиентов, хранящих в нём свои сбережения (64 %). Также среди клиентов Сбербанка больше доля клиентов, которые пользуются вкладами Сбербанка для хранения сбережений (41 %, немного меньше — у ПАО «ВТБ»: 38 %). Сбербанк не является лидером по использованию клиентами мобильных приложений банка (второе место в рейтинге Deloitte) и по использованию его клиентами кросс-продуктов (на восьмом месте).
В первом квартале 2016 года чистая прибыль по международным стандартам финансовой отчётности (МСФО) выросла в 3,8 раза (на 284,6 %) по сравнению с аналогичным периодом прошлого года и достигла 117,7 миллиарда рублей. Для оценки и аудита активов и собственности банк пользуется услугами независимых аудиторов.
По итогам 2018 года Сбербанк получил прибыль более 831 миллиарда рублей, которую председатель правления банка назвал рекордной. Прибыль кредитной организации по сравнению с прошлым годом выросла на 11,1 %.
В июле 2019 года Сбербанк возглавил список самых дорогих брендов России по версии Brand Finance. Его стоимость за год выросла на 25,6 % и составила 842,1 миллиарда рублей. Сбербанк возглавляет данный рейтинг с 2017 года, опережая компании нефтегазового сектора.
В ноябре 2019 года Сбербанк признали богатейшей компанией России по версии издания РБК. Рейтинг составлялся на основе бухгалтерской отчётности Росстата и самих компаний. Объём накопленных средств на конец 2018 года — 2,3 триллиона рублей.
Чистая прибыль группы Сбербанка за 2020 год по международным стандартам отчётности снизилась до 760,3 миллиарда рублей (на 10 %). В 2020 году Сбербанк нарастил кредитный портфель на 15 % до 25 триллионов рублей (кредиты юридическим лицам — 15,7 триллиона рублей, физлиц — 9,3 триллиона рублей). Чистый процентный доход вырос на 13,6 % до 1,6 триллиона рублей, чистый комиссионный — на 11 % до 552,6 миллиарда рублей. Рентабельность капитала составила 16,1 %, снизившись с 20,5 % по итогам 2019 года. Сбербанк более чем вдвое увеличил выручку от непрофильных видов деятельности — до 78,1 миллиарда рублей, но при этом в 2,6 раза увеличил расходы в этом сегменте (до 79,8 миллиарда рублей).
В отчёте за 2020 год Сбербанк впервые раскрыл финансовые показатели небанковских сервисов. Выручка составила 71,4 миллиарда рублей, в 2,7 раза больше, чем в 2019 году. Прибыль до уплаты налогов — 8,6 миллиарда рублей, это 1,1 % прибыли всего «Сбера» (760,3 миллиарда рублей). По прогнозам «Сбера», к 2023 году небанковские сервисы должны будут поставлять 5 % доходов, а к 2030 году — 20 %-30 %.
В апреле 2021 года собрание акционеров постановило направить на выплату дивидендов 422,4 миллиарда рублей, то есть 56 % от прибыли. Сумма не изменилась по сравнению с предыдущим годом, но тогда она составляла половину прибыли.
В октябре 2021 года стало известно, что Сбербанк сохранил удерживаемое с 2019 года третье место в рейтинге крупнейших торговых эквайеров мира по версии The Nilson Report, обработав за 2020 год 30,3 млрд платежей и увеличив свою долю на мировом рынке эквайринга с 6 до 8,6 %.
28 октября 2021 года Сбербанк опубликовал свою отчётность по МСФО за три квартала 2021 года, согласно которой он заработал почти триллион рублей, увеличив прибыль в 1,7 раза в сравнении с ковидным 2020 годом и в 1,5 раза в сравнении с доковидным 2019 годом. Такому результату способствует высокий темп роста классического бизнеса. Также на результаты третьего квартала повлияла и сделка по продаже «Евроцемента».
По итогам 2022 года Сбербанк получил чистую прибыль в размере 270,5 миллиарда рублей — в четыре раза меньше, чем в 2021 году (1,246 трлн рублей).
В марте 2023 года Наблюдательный совет Сбербанка рекомендовал выплатить рекордные дивиденды — 25 рублей на одну акцию. Общая сумма дивидендов составит 565 миллиардов рублей, что более чем вдвое превышает чистую прибыль, хотя дивидендная политика банка допускает использовать на эти цели до 50 % чистой прибыли. Предполагается, что недостающие средства будут взяты из нераспределённой прибыли прошлых лет (за 2021 год дивиденды не выплачивались).
В январе 2024 года Сбер отчитался о рекордной чистой прибыли за 2023 год — 1,5 трлн рублей.
Подразделения:
- Банковский бизнес — банковские услуги юридическим и физическим лицам (банковские карты, операции с ценными бумагами, депозитарные услуги): 78 % выручки.
- Платёжный бизнес — расчётно-кассовое обслуживание, внутренние и международные платежи и переводы: 15 % выручки.
- Управление благосостоянием и брокерские услуги — пенсионное страхование, брокерские услуги, управление активами и страхование жизни: 2,9 % выручки.
- Рисковое страхование — кредитное страхование, некредитное рисковое страхование, продукты корпоративного страхования: 3,5 % выручки.
- Нефинансовый бизнес — Е-commerce, FoodTech&Mobility, развлечения, Health, В2В-сервисы и другие нефинансовые услуги: 1,1 % выручки[108].

Чистая прибыль Сбербанка по итогам 2024 года составила 1,58 трлн рублей (выросла на 4,8 % за год), рентабельности капитала составила 24,0 % (снизилась с 25,3 в 2023 году); чистые процентные доходы за год выросли на 17 %, до 2,999 трлн рублей; чистые комиссионные доходы увеличились на 10,3 %, до 842,9 млрд рублей. Средства клиентов увеличились за год на 21,6 %, до 44,6 трлн рублей. Число розничных клиентов составило 109,9 млн человек. Количество активных корпоративных клиентов увеличилось до 3,3 млн компаний.

### Производственная система Сбербанка
С 2008 года в банке реализуется так называемая «производственная система Сбербанка» (ПСС), использующая принципы бережливого производства в управлении и предназначенная для обеспечения роста удовлетворённости клиентов, повышения эффективности работы персонала и повышения мотивации служащих. Советником Германа Грефа по внедрению ПСС весной 2011 года был назначен Джон Теуркоф (Jon Theuerkauf), до этого работавший в банке Credit Suisse. Весной 2013 года его контракт с банком был расторгнут.

### Государственные услуги
Осенью 2017 года Сбербанк начал открывать в отдельных регионах, где наблюдался дефицит многофункциональных центров оказания услуг (МФЦ), специализированные представительства МФЦ — «Сбер-МФЦ». В таких отделениях банковские специалисты выполняют функции сотрудников МФЦ: регистрация юридических лиц и индивидуальных предпринимателей, информирование о налогах, оформление справок и так далее.

### Услуги для бизнеса
Сбербанк предлагает услуги корпоративного обслуживания для индивидуальных предпринимателей, малого бизнеса, а также для среднего бизнеса и корпораций. По итогам 2019 года у банка было 2,6 миллиона активных корпоративных клиентов. Одна из наиболее популярных услуг для бизнеса — зарплатный проект: половина россиян в 2020 году получали зарплату на карту Сбербанка, при этом аналитическое агентство Markswebb поставило интернет-банк Сбербанка по удобству зарплатного проекта лишь на 5-6-е место.

### Брокерские услуги
По состоянию на 2018 год брокерскими услугами Сбербанка пользовались более 180 тысяч инвесторов в России.
В сентябре 2024 года общее число клиентов брокера превысило 616 тысяч человек с показателем роста с начала года на 7,3 %.

### Достижения
В конце 2021 года Сбербанк стал одним из 11 банков, получивших «платину» в рейтинге лучших работодателей России по результатам исследования Forbes и аудиторской компании KPMG.
В январе 2022 года Сбербанк занял первое место в рейтинге самых сильных брендов Европы, которое ранее занимала Ferrari. По данным британской консалтинговой компании Brand Finance, «Индекс силы бренда» Сбера составил 92,3.
В июне 2024 года Сбербанк был признан крупнейшим интернет-эквайером Европы, согласно рейтингу Nilson Report. По итогам 2023 года Сбер обработал 47 млрд транзакций, что составляет около 10 % от всего мирового рынка.
В июле 2024 года Сбербанк стал победителем национальной премии «Наш вклад».
В сентябре 2024 года Сбербанк был признан крупнейшим эмитентом банковских карт в Европе по объёму POS-транзакций, согласно рейтингу Nilson Report. По итогам 2023 года этот показатель банка составил 433 млрд долларов США.
В октябре 2024 года Сбербанк был признан вторым среди крупнейших торговых эквайеров в мире, согласно рейтингу Nilson Report. По итогам 2023 года Сбер обработал 47,03 млрд транзакций, что составляет около 9 % от всего мирового рынка.

## Территориальные банки Сбербанка

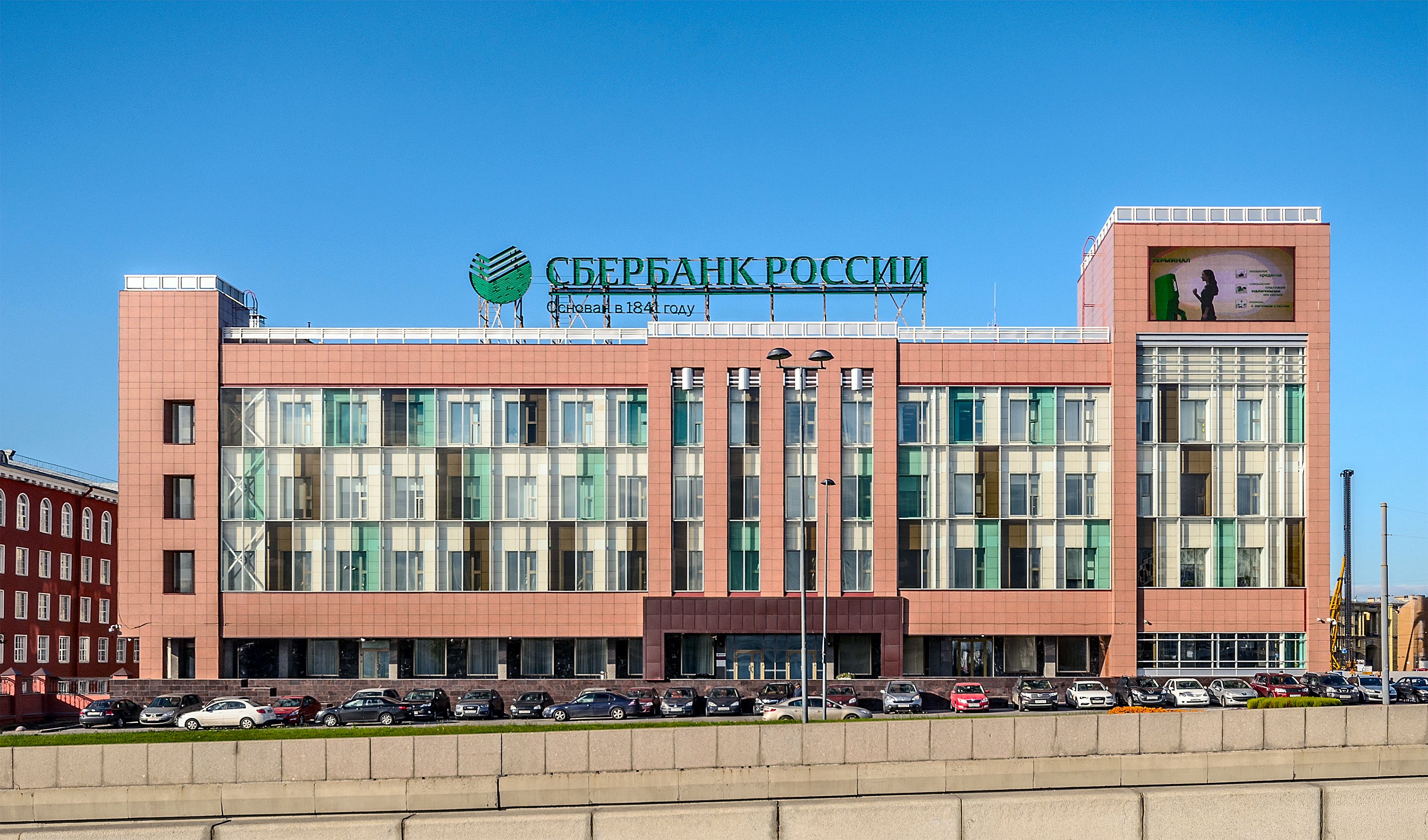
Центральный офис Сбербанка России в Санкт-Петербурге

- Байкальский банк — Забайкальский край, Иркутская область, Республика Бурятия, Республика Саха (Якутия);
- Волго-Вятский банк — Нижегородская область, Владимирская область, Кировская область, Республика Мордовия, Республика Марий Эл, Чувашская республика, Республика Татарстан, Удмуртская республика, Пермский край;
- Дальневосточный банк — Хабаровский край, Амурская область, Приморский край, Сахалинская область, Еврейская автономная область, Магаданская область, Камчатский край, Чукотский автономный округ;
- Московский банк — Москва (со 2 ноября 2009 года);
- Поволжский банк — Самарская область, Ульяновская область, Оренбургская область, Саратовская область, Волгоградская область, Астраханская область, Пензенская область;
- Северо-Западный банк — Санкт-Петербург, Ленинградская область, Мурманская область, Калининградская область, Псковская область, Новгородская область, Республика Карелия, Вологодская область, Архангельская область, Ненецкий автономный округ, Республика Коми;
- Сибирский банк — Новосибирская область, Томская область, Кемеровская область, Алтайский край, Республика Алтай, Красноярский край, Республика Тыва, Республика Хакасия, Омская область;
- Среднерусский банк — Московская область, Тверская область, Калужская область, Брянская область, Смоленская область, Тульская область, Рязанская область, Ярославская область, Костромская область, Ивановская область;
- Уральский банк — Свердловская область, Челябинская область, Курганская область, Республика Башкортостан, Тюменская область, Ханты-Мансийский автономный округ, Ямало-Ненецкий автономный округ;
- Центрально-Чернозёмный банк — Орловская область, Луганская Народная Республика, Белгородская область, Воронежская область, Курская область, Липецкая область, Тамбовская область;
- Юго-Западный банк — Ростовская область, Краснодарский край, Республика Адыгея, Ставропольский край, Севастополь, Республика Крым, Республика Ингушетия, Республика Северная Осетия — Алания, Кабардино-Балкарская Республика, Республика Дагестан, Карачаево-Черкесская Республика, Республика Калмыкия, Чеченская Республика.

Расформированные территориальные банки:
- Северо-Восточный банк, вошедший в 2013 и 2014 годах в состав Дальневосточного банка;
- Северо-Кавказский банк, вошедший в состав Юго-Западного банка в 2015 и 2016 годах;
- Восточно-Сибирский банк, вошедший в состав Сибирского банка в 2015 и 2016 годах;
- Северный и Западно-Уральский банки, прекратившие своё существование 1 июля 2017 года с переходом в состав Северо-Западного, Волго-Вятского, Среднерусского банков;
- Западно-Сибирский Банк расформирован в 2019 году с переходом в состав Уральского и Сибирского банков.

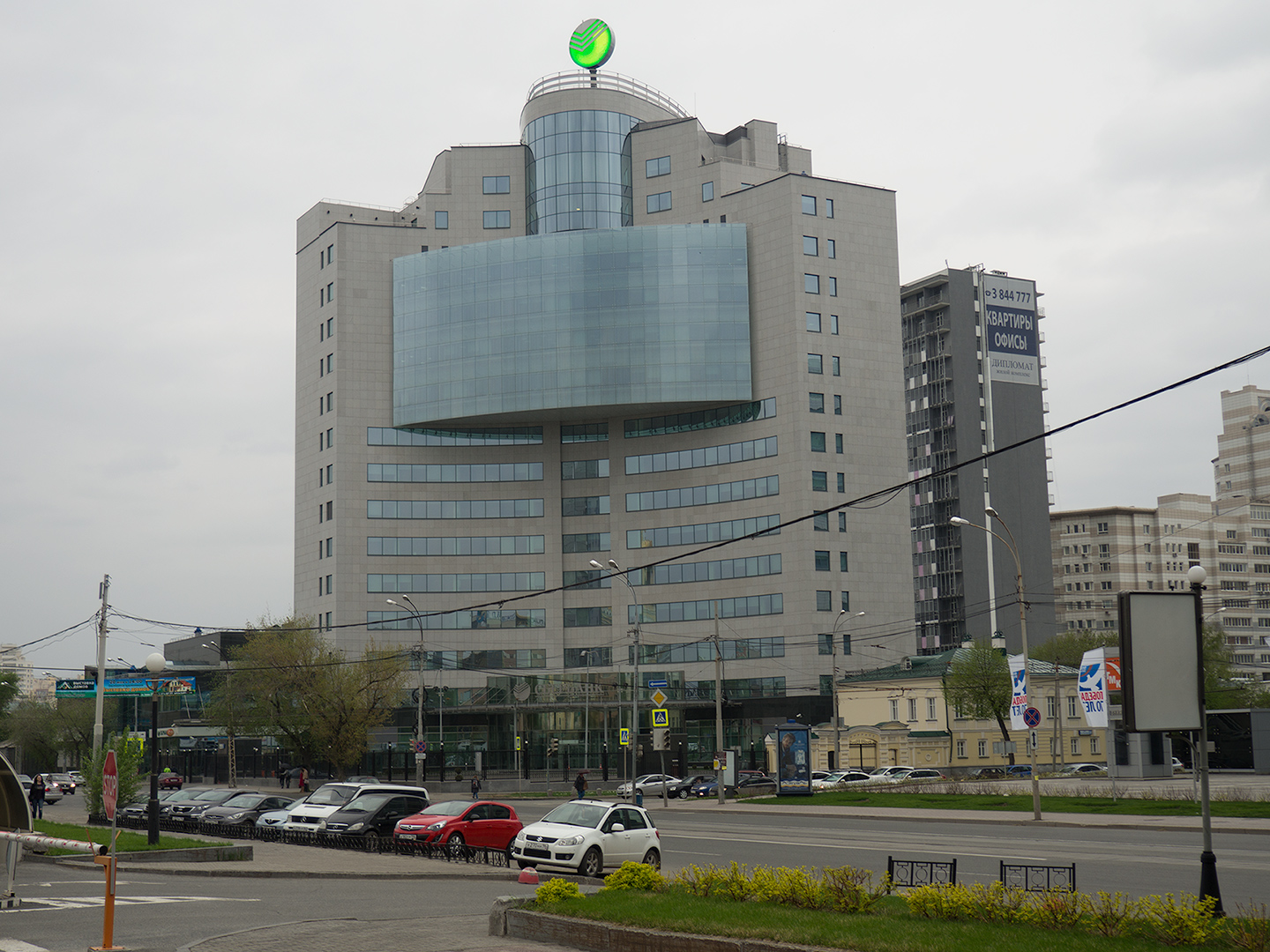
Отделение в Екатеринбурге
Отделение в Каменске-Шахтинском
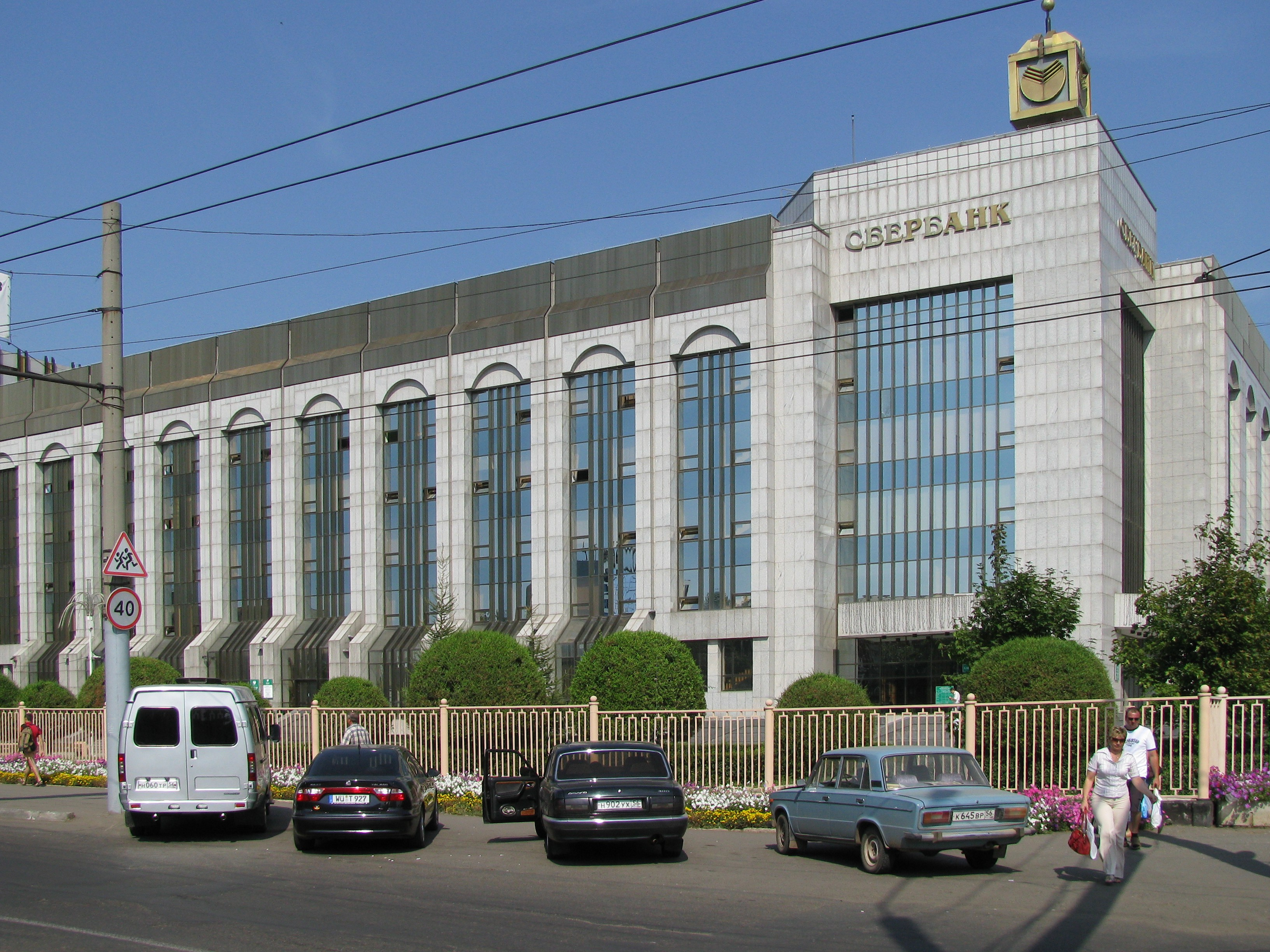
Отделение в Оренбурге
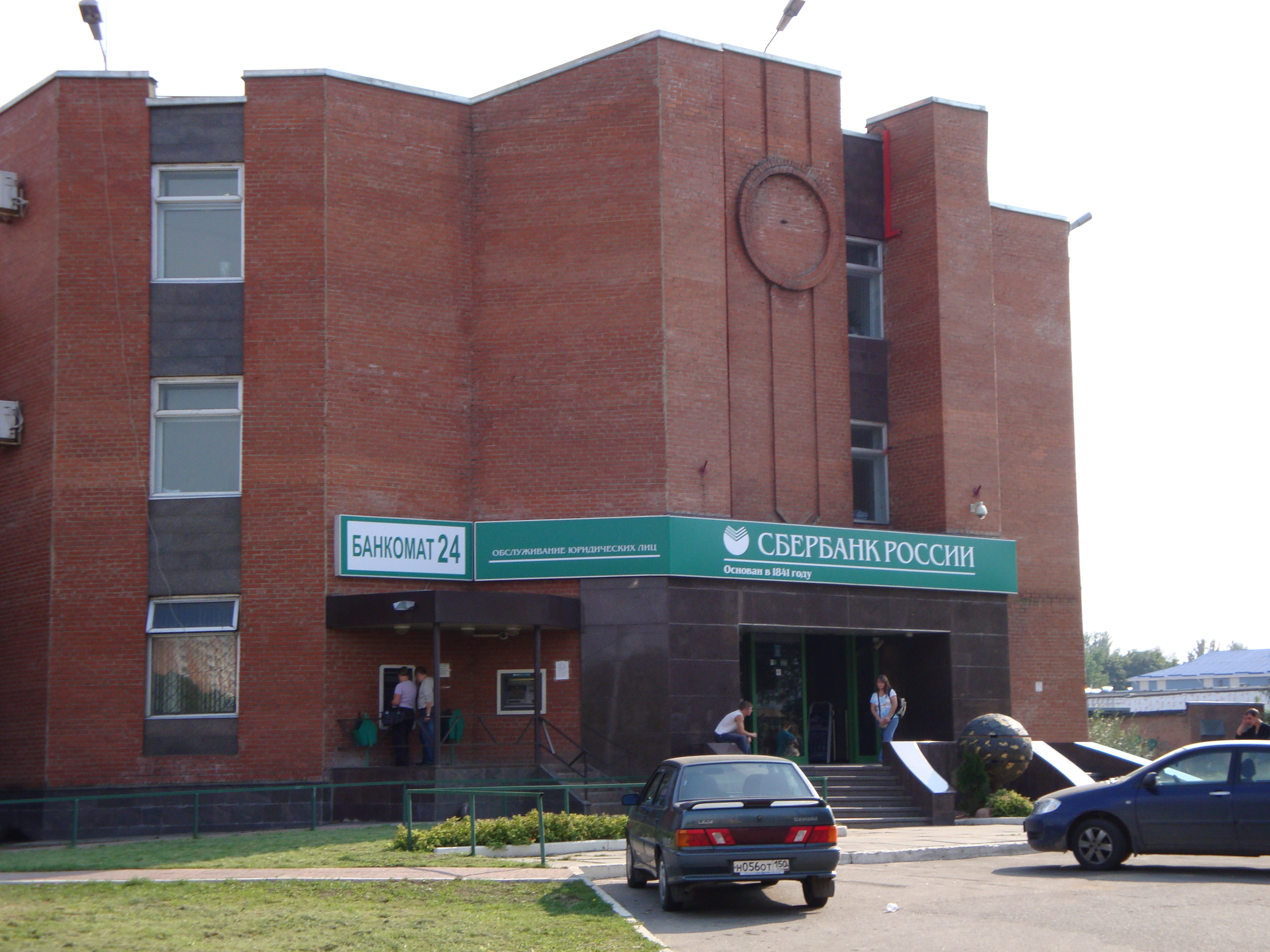
Отделение в Подольске
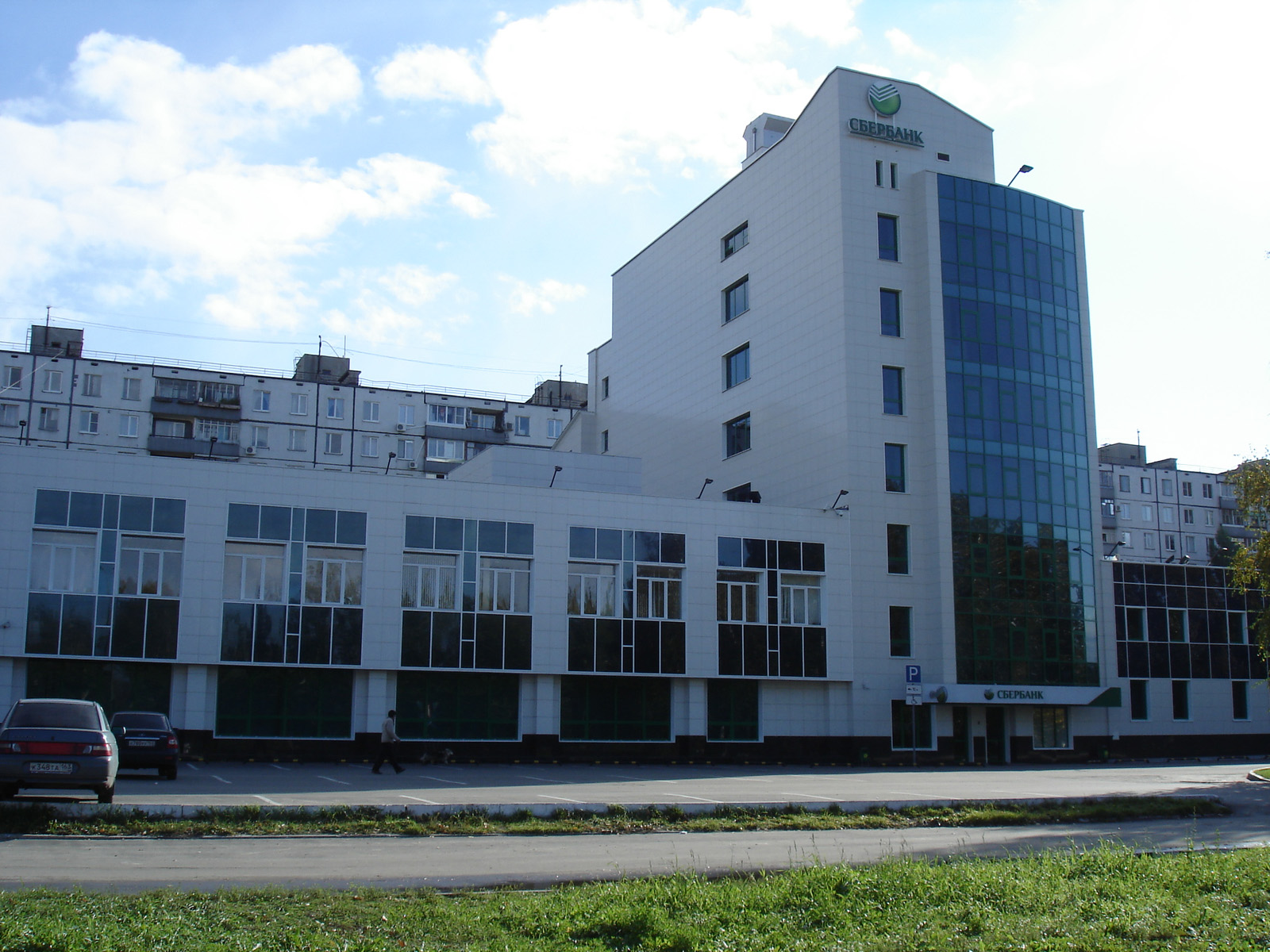
Отделение в Тольятти

## Дочерние организации
На конец 2020 года у Сбербанка было 186 дочерних организаций, из них 10 — на Кипре, по 3 — в Австрии и Нидерландах, по два — в Беларуси, Боснии и Герцеговине, Казахстане, Люксембурге, Сербии, Словении, Хорватии, по — одному в Великобритании, Венгрии, Ирландии, КНР, США, Украине, Чехии, Швейцарии, остальные зарегистрированы в России.
В ноябре 2021 года в связи с сосредоточением усилий на приоритетных рынках Sberbank Europe AG продал за 500 миллионов евро сербской MK Group дочерние Sberbank a.d. Banja Luka и Sberbank BH d.d. Sarajevo в Хорватии, Sberbank Magyarország Zrt. в Венгрии, Sberbank Srbija a.d. Beograd в Сербии, а также Sberbank banka d.d. в Словении.
Среди дочерних организаций Сбербанка России:
- ООО «Сбербанк Капитал» (санация и управлением активами[150]);
- НПФ Сбербанка;
- АО «Объединённое кредитное бюро» (бюро кредитных историй[151]);
- ООО «Рамблер Групп» (медиахолдинг[152][153][154][155]);
- ООО «ДубльГИС» (картография[156]);
- ООО «Сбербанк Факторинг» (факторинговая компания)[157][158][159];
- ОАО «Сбер Банк» (дочерний банк в Республике Беларусь);
- Sberbank Europe AG (бывший Volksbank International AG[160]);
- МегаМаркет (маркетплейс);
- АО «Сбербанк КИБ» (бывшая «Тройка Диалог» — инвестиционный бизнес);
- ООО СК «Сбербанк страхование жизни» (страховая компания);
- СберЗдоровье (разработчик интернет-сервиса по поиску и подбору врачей, поиску диагностических медицинских центров, вызову врача на дом, записи пациентов к врачу по полису ДМС, телемедицины[161][162]);
- «О2О Холдинг» (входят «Кухня на районе», «Самокат», «Ситидрайв» (бывший YouDrive), SberFood[163]);
- ООО «Еаптека» (45 % акций, совместное предприятие с «Р-Фарм»[164]);
- АНО «Корпоративный университет Сбербанка»[165] и другие.

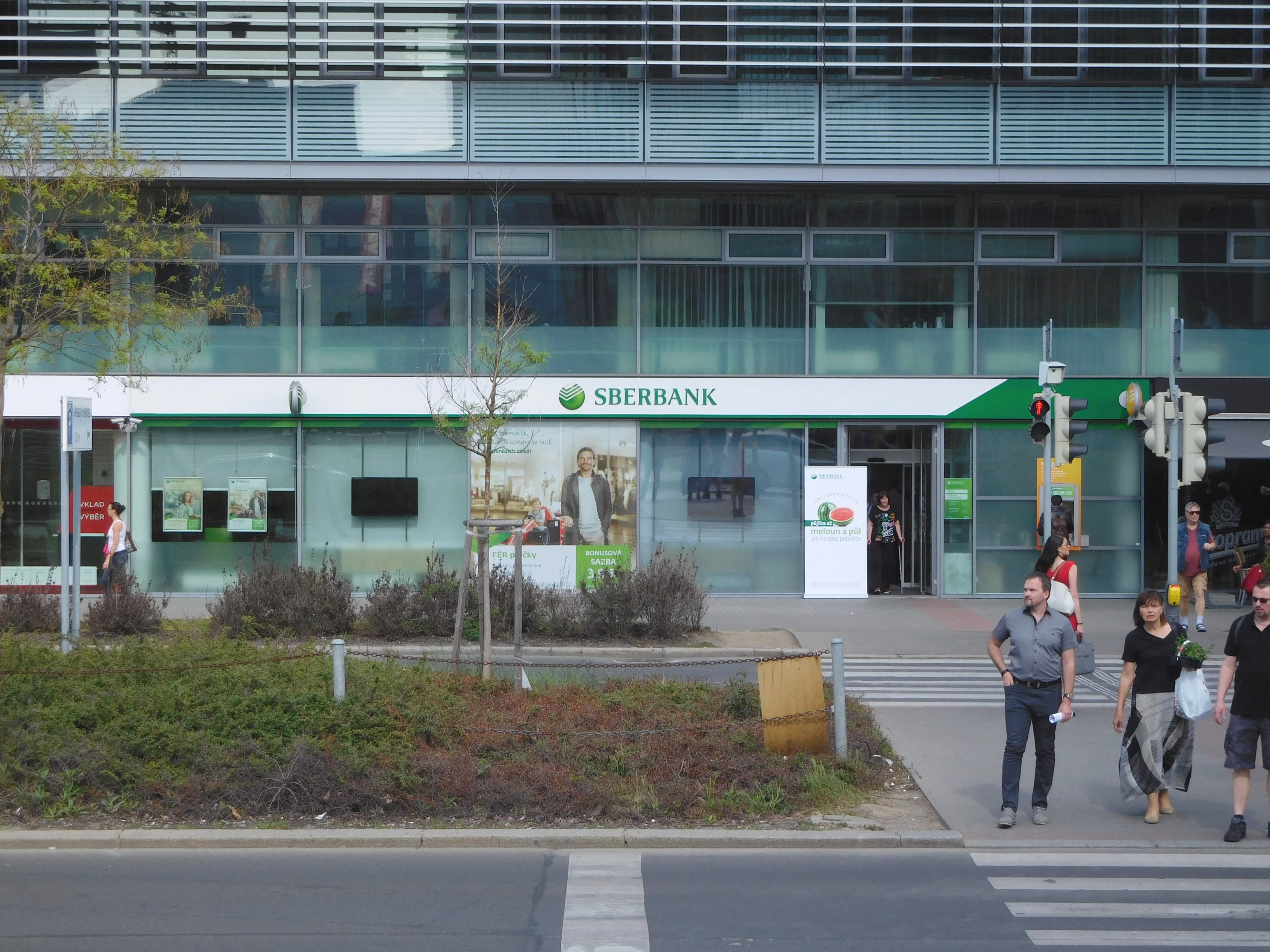
Отделение Sberbank CZ в Праге, Чехия

## Оценки рейтинговых агентств
В 2019 году Forbes проанализировал оценки рейтинговых агентств и составил список 100 самых надёжных банков России, в котором Сбербанк занял четвёртое место, а в 2021 году в том же списке — уже первую позицию.
| Агентство                 | Рейтинг                                                     | Значение |
| ------------------------- | ----------------------------------------------------------- | -------- |
| Moody’s Investors Service | Долгосрочный рейтинг депозитов в иностранной валюте         | Baa3     |
| Moody’s Investors Service | Рейтинг финансовой устойчивости                             | D        |
| Moody’s Investors Service | Рейтинг базовой оценки кредитоспособности                   | Baa3     |
| Fitch Ratings             | Долгосрочный рейтинг дефолта эмитента в иностранной валюте  | ВВВ-     |
| Fitch Ratings             | Краткосрочный рейтинг дефолта эмитента в иностранной валюте | F3       |
| Fitch Ratings             | Рейтинг обязательств в иностранной валюте                   | BBB-     |

В 2022 году все рейтинги Moody’s и Fitch были отозваны. 
Рейтинговое агентство АКРА присвоило в 2017 году ПАО «Сбербанк» рейтинговую оценку AAA(RU) со стабильным прогнозом. Рейтинг ежегодно подтверждается (2018-2025).
В 2023 году рейтинговое агентство «Эксперт РА» присвоило ПАО «Сбербанк» рейтинговую оценку в рамках ESG-рейтинга на уровне ESG-II(a) со стабильным прогнозом.

## Логотип и смена фирменного стиля
Начиная с 14 декабря 2009 года банк ввёл новый фирменный стиль, сменив в оформлении тёмно-зелёные цвета на светло-зелёные и заменив логотип. Концепцию ребрендинга разработало бренд-консалтинговое британское агентство Fitch, работавшее ранее с Почтой России и «Детским миром».
В августе 2019 года издание РБК сообщило, что «Сбербанк» разрабатывает новый логотип для всех дочерних компаний и подчинённых структур, в том числе самого банка. Один из обсуждаемых вариантов — сине-зелёный квадрат. В октябре 2019 года эта информация косвенно подтвердилась в ходе форума Finopolis 2019 — стенд банка на мероприятии был оформлен таким образом, что окраска поля, на котором был размещён логотип банка, плавно переходила от зелёного к синему.
В сентябре 2020 года Герман Греф представил логотип и общий имидж компании. Единый бренд «Сбер» включил в себя сервисы разных направлений — дочерние структуры Сбербанка. В перспективе планируется, что небанковская сфера будет обеспечивать до 30 % совокупной выручки группы «Сбер».

## Вклады граждан СССР в банке
После либерализации цен в начале 1990-х годов государство и Сбербанк фактически отказались от гарантий обеспечения вкладов граждан, в результате произошло их обесценивание, вызвавшее, по данным социологических опросов, резкое недовольство населения. С 1996 года проводится поэтапная компенсация потерь вкладчиков. С 16 февраля 2008 года филиалы «Сбербанка» начали выплачивать компенсацию по советским вкладам граждан отдельным категориям населения.
Закон о полной компенсации вкладов с учётом изменения реальной стоимости рубля был принят в 1995 году, но начиная с 2003 года начало выплат регулярно переносится. В 2019 году был принят закон об очередном переносе начала выплат на 2023 год. По данным на 2022 год погашение всей задолженности в 345,54 млрд рублей в 2023 году потребовало бы 62,7 трлн рублей (с учётом индексации). Осенью 2022 года правительство направило в Госдуму законопроект о сдвиге срока на начало 2026 года.

## Скандалы и конфликты

### Бойкот на Украине

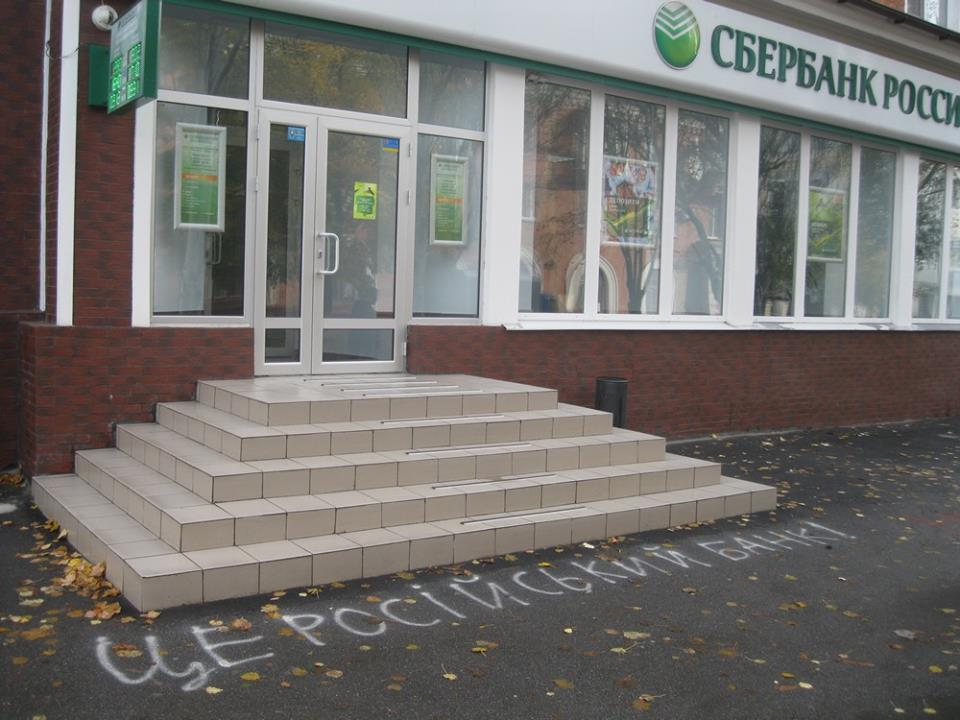
Надпись «это российский банк» у входа в отделение «Сбербанка России» в Александрии, Украина

С 2013 года отделения АО «Сбербанк» (дочернего банка ПАО «Сбербанк» на Украине) стали объектами внимания активистов кампании «Не покупай российское!». Активисты призвали не обслуживаться в «Сбербанке России», указывая на российское происхождение владельцев банка. Широкое распространение идея бойкота приобрела весной 2014 года с аннексией Крыма Российской Федерации и началом боевых действий на востоке Украины. Тогда по Украине прокатилась волна акций против российских банков, в том числе и против «Сбербанка России». Были и случаи вандализма и погромов банков, в частности, после озвученных Генеральной прокуратурой и Службой безопасности Украины обвинений в финансировании терроризма и сепаратизма на Украине.
16 марта 2017 года президент Украины Пётр Порошенко одобрил санкции в отношении пяти украинских банков с участием российских капиталов, в том числе и АО «Сбербанк». Ему запрещён вывод капиталов «за пределы Украины в пользу связанных с ними лиц» из-за принятия президентом РФ указа, обязывающего банки обслуживать владельцев паспортов ЛНР и ДНР.
27 марта 2017 года было объявлено, что украинский бизнес Сбербанка продаётся консорциуму из латвийского банка Norvik Banka (владелец Григорий Гусельников) и частной белорусской компании, принадлежащей сыну российского предпринимателя Михаила Гуцериева Саиду Гуцериеву. Однако сделка не состоялась.
Летом 2017 года белорусский предприниматель Виктор Прокопеня подал собственную заявку в НБУ о покупке украинского отделения Сбербанка.
С 2016 года по август 2020 года между Сбербанком России и украинским Ощадбанком длилось судебное разбирательство по поводу названия «Сбербанк». Окончательным судебным решением права на торговый знак «Сбербанк» на территории Украины подтверждены за Ощадбанком, который зарегистрировал это слово как товарный знак ещё в сентябре 2007 года.

### Санкции Евросоюза
В сентябре 2014 года Европейский союз (ЕС) ввёл третий этап санкций против ряда российских компаний с государственной долей собственности, среди которых, предположительно, оказался и «Сбербанк России». Банку ограничен доступ к рынкам капитала ЕС (запрет получения кредитов).
В мае 2015 года глава «Сбербанка» на годовом собрании акционеров объяснил, что из-за санкций банк не планирует начинать работу в Крыму и Севастополе.

### Конфликт с «Транснефтью»
23 июня 2017 года Арбитражный суд города Москвы посчитал действия «Сбербанка» при заключении сделки валютного расчётного опциона с «Транснефтью» в 2013 году недобросовестными: банк действовал исключительно в собственных интересах и не проинформировал компанию надлежащим образом о всех связанных со сделкой рисках, воспользовавшись неспособностью «Транснефти» оценить их самостоятельно. Суд постановил признать недействительной сделку с барьерными опционами, в результате которой «Транснефти» пришлось выплатить «Сбербанку» 67 миллиардов рублей из-за ослабления рубля в 2015 году. Суд посчитал эту сумму «сверхприбылью» банка, отклонив его довод о несении сопоставимых расходов по сделке. Банк будет обжаловать это решение. В августе 2017 года Девятый арбитражный апелляционный суд отменил решение Арбитражного суда Москвы, который в июне удовлетворил иск «Транснефти» к «Сбербанку». Транснефть подала апелляцию. 28 декабря 2017 года стороны объявили о заключении мирового соглашения.

### Мошеннические прозвоны и рассылки
По заявлению журналиста, телеведущего и пранкера Владимира «Вована» Кузнецова, в начале 2010-х годов клиентам Сбербанка и других банков начали рассылаться СМС-сообщения с просьбой перезвонить по указанному номеру для разблокировки карт: с клиентами разговаривали лица, представлявшиеся сотрудниками «службы поддержки Сбербанка» и просившие клиентов перевести деньги по определённому счёту. В 2013 году в ходе одного пранк-звонка Кузнецов выяснил схему подобных рассылок: подобные «колл-центры» располагались в колониях-поселениях или колониях общего режима. Лже-операторы получали «левые» сим-карты от полиции за отдельную плату, а спам-рассылку с заведомо ложными сообщениями осуществляли сообщники заключённых, находившиеся на свободе. Заключённые с помощью такого мошенничества зарабатывали достаточно крупные суммы.
В конце 2010-х годов в России началась очередная волна телефонных звонков гражданам от лиц, представлявшихся уже сотрудниками «службы безопасности Сбербанка» (реже — иных других банков) или представителями организаций по защите от банковских преступлений. Как правило, лже-сотрудники сообщали собеседнику о попытке несанкционированного списания денег с карты Сбербанка и просили его предоставить данные о сумме на счёту или реквизиты карты «в целях безопасности». Имели место также звонки с сообщениями о блокировке карты в целях безопасности и просьбами предоставить данные для её разблокировки, а также с предложениями установить некое специализированное ПО для повышения безопасности карты. Подобные мошеннические звонки поступали даже с тех номеров Сбербанка, которые указывались в качестве номеров для обслуживания корпоративных клиентов. По заявлению заместителя председателя правления Сбербанка Станислава Кузнецова, в 2019 году было зафиксировано почти 2,5 млн жалоб клиентов на попытки телефонного мошенничества, что превысило аналогичные показатели 2017 года в 15 раз.
В основе подобных массовых прозвонов также лежит работа фальшивых колл-центров, набор сотрудников в которые вёлся на специализированных «серых» форумах в даркнете. Руководители таких центров приглашали на работу преимущественно сотрудников, прежде работавших по базам с холодными и горячими звонками в банках или имевших опыт работы в аналогичных мошеннических колл-центрах. По заявлению издания The Insider, прозвонщикам обещалась зарплата от 100 тысяч рублей — процент от суммы, которую оператор выводит со счетов жертв подобного мошенничества. Базы потенциальных жертв формировались путём хищения персональных данных клиентов Сбербанка, которые потом перепродавались в даркнете. Согласно тому же The Insider, о деятельности подобных форумов прекрасно осведомлён Центр информационной безопасности ФСБ, который, однако, ограничивается разовыми задержаниями злоумышленников с этих форумов. В июле 2020 года в прессе появилось подтверждение, что ряд фальшивых колл-центров действительно располагался в местах лишения свободы.
В связи с волной подобных мошеннических звонков Сбербанк вынужден был неоднократно напоминать пользователям о правилах безопасности, подтверждая, что сотрудники службы никогда не звонят с подобными просьбами к пользователю, поскольку знают сведения по каждому платежу и в крайнем случае просят лишь подтвердить или опровергнуть его проведение. Случаи звонков мошенников с официальных номеров Сбербанка объяснялись тем, что злоумышленники с помощью специализированного ПО делали переадресацию звонка на нужный номер, вызывая у пользователя убеждение, что ему звонят непосредственно с указанного на сайте номера обслуживания клиентов. По мнению Станислава Кузнецова, мошенники используют методы социальной инженерии, чтобы войти в доверие к потенциальной жертве, а тренд на увеличение числа случаев мошеннических звонков не переламывается из-за того, что не ведётся достаточная разъяснительная работа. На официальном сайте банка даже появилась инструкция по действию в случае подобных звонков. Тем не менее, имели место случаи, когда люди сознательно игнорировали предупреждения банка с просьбой не проводить подозрительную операцию и лишались денег, а жертвами мошенников порой становились даже сами сотрудники Сбербанка.
В 2021 году подобное число звонков от имени сотрудников службы безопасности банков начало стремительно сокращаться на фоне роста мошеннических звонков от имени представителей правоохранительных органов. Осенью того же года в прессе появились сведения о том, что мошеннические звонки от имени «службы безопасности Сбербанка» совершались из колл-центров, зарегистрированных в Киеве и Днепре. По заявлению зампреда правления Сбербанка Станислава Кузнецова, после 24 февраля 2022 года в связи со вводом войск ВС РФ мошеннические прозвоны прекратились на некоторое время, что связывалось с прекращением деятельности ряда мошеннических колл-центров, действовавших в украинских городах.

### Санкции в связи с вторжением России на Украину
24 февраля 2022 года в связи с вторжением России на Украину Сбербанк России попал под санкции США, в связи с которыми в течение 30 дней американские финансовые институты должны закрыть его корреспондентские счёта и перестать совершать любые транзакции с его участием. Акции Сбербанка потеряли более половины своей стоимости.
25 февраля 2022 года банк внесён в санкционный список Канады за «роль в содействии или поддержке неспровоцированного и неоправданного вторжения России на Украину».
28 февраля 2022 года Сбербанку Европы грозило банкротство из-за санкций. Deutsche Börse приостановила торги акциями Сбербанка. Через два дня Sberbank Europe объявил об уходе с европейского рынка. 6 апреля Сбербанк и ряд дочерних организаций были включены в блокирующие санкционные списки США. Затем к санкциям присоединилась Япония и Южная Корея .
18 марта банк попал под санкции Австралии. 6 апреля банк включён в санкционный список Великобритании против «военной машины Путина».
12 апреля мобильное приложение «Сбербанк Онлайн» было удалено из магазина приложений App Store, а днём позднее — из Google Play. 15 апреля GitHub заблокировал аккаунт банка.
19 апреля банк включён в санкционные списки Новой Зеландии.
21 июля 2022 года банк включён в санкционный список Евросоюза, все активы банка в странах заморожены, запрещены транзакции, за исключением финансовых операций по торговле пищевыми продуктами и удобрениями.
3 августа 2022 года Швейцария внесла Сбербанк в санкционный список и заблокировала его активы.